# Fabien Boudarène
Fabien Boudarène (n. 5 octombrie 1978) este un jucător francez de fotbal care evoluează la clubul FCA Aurillac.